# Хабибуллин, Мубаракша Сафиуллович
Мубаракша Сафиуллович Хабибуллин (23 апреля 1917, деревня Талас (Талачево), ныне Стерлитамакский район  Республики Башкортостан — 9 ноября 1997, Белебей) — Герой Социалистического Труда (1966).
Жил в городе Белебей.

## Трудовая деятельность
Из крестьянской семьи.
В 1932 году — пастух общественного стада деревни Бижбуляк. Позднее — конюх Центрального отделения Арслановского совхоза Мелеузовского района Башкирской АССР. В 1935—1937 годах трудился кучером гужевой базы в посёлке Ишимбай Стерлитамакского района. Рабочий подземной бригады нефтепромысла № 2 треста «Башнефть» (1937—1938). Рабочим подземного ремонта скважин в 1938 ушёл в армию, в 1940 году демобилизовался из рядов Красной Армии и вернулся в Ишимбай. Ключник нефтепромыслов № 1 и № 6, мастер, оператор подземного ремонта комплексной бригады треста «Ишимбайнефть» (1940—1955). С 1955 по 1977 года — в НПУ «Аксаковнефть» ПО «Башнефть» (город Белебей) — оператор, мастер подземного ремонта Карлинского нефтепромысла.
С 1978 года работал такелажником Белебеевского управления буровых работ производственного объединения «Башнефть».
В 1984 году ушел на заслуженный отдых.

## Награды
За выдающиеся заслуги в выполнении заданий семилетнего плана по добыче нефти и достижение высоких технико-экономических показателей в работе Указом Президиума Верховного Совета СССР от 23 мая 1966 г. М. С. Хабибуллину присвоено звание Героя Социалистического Труда
Награждён орденом Ленина (1966), медалями, Почетной грамотой Президиума Верховного Совета БАССР (1962).